# Замечек (Лодзинське воєводство)
Замечек (пол. Zameczek) — село в Польщі, у гміні Опочно Опочинського повіту Лодзинського воєводства.
У 1975-1998 роках село належало до Пйотрковського воєводства.